# Metazygia levii
Metazygia levii là một loài nhện trong họ Araneidae.
Loài này thuộc chi Metazygia. Metazygia levii được miêu tả năm 2003 bởi Santos.